# 리공순
리공순(1934년 12월 3일 ~ )은 대한민국의 비전향 장기수이다.

## 생애
충청남도 서산군에 있는 가난한 농가에서 태어났다. 어릴 때 아버지를 여의고 어머니와 함께 떠돌아다니면서 힘겹고 고통스럽게 생활하였다. 일제강점기 말기 궁핍한 상황과 미군정 시기를 거치면서 삼팔선 이북 정치를 동경하게 되었다.
1950년에 한국 전쟁이 발발했을 때는 중학교를 중퇴하고 품팔이로 농사지었다. 전쟁이 발발하자 조선민주주의인민공화국을 지지하였고 10대 중반의 어린 나이로 인민의용군에 입대하였다. 조선인민군과 함께 낙동강까지 진격하여 전투를 벌이다가 후퇴하여 북으로 들어가 정착하였다.
조선민주주의인민공화국에서는 대학을 졸업하고 함흥시의 함흥철도설계연구소에서 근무하였다. 1967년에 공작원으로 남파되었다가 체포되어 장기수로 수감되었다. 수감 기간 중 전향을 권유받았으나 전향하지 않았다. 총 수감 기간은 약 33년이다.
장기간 수감되어 있는 동안 광주교도소에서 전향 공작을 담당한 교회사에게 직접 고문당하는 등 전향을 극심하게 강요당했다는 증언을 남겼다. 리공순은 교회사가 밧줄을 꼬아 만든 도구를 물에 적셔 장기수들에게 극심하게 폭행하여 강제로 전향한 사람이 속출했다고 증언하였다.
1999년에 출소하고서 광주에서 다른 장기수들과 함께 생활하다가, 2000년 6·15 남북 공동선언에 의거해 조선민주주의인민공화국으로 송환되어 북조선에 남아 있던 가족과 다시 만났다. 송환 후 조국통일상을 받았고 통일을 주제로 기고하고 강연하면서 활발히 활동했다.

## 참고자료
- 안영기 외 13인 (2003). 〈수령의 전사라는 자각이 이기게 하였다 (리공순)〉. 《신념과 의지의 강자들 -  비전향 장기수들의 수기 3》. 평양: 평양출판사.